# Pedro Miguel Obligado

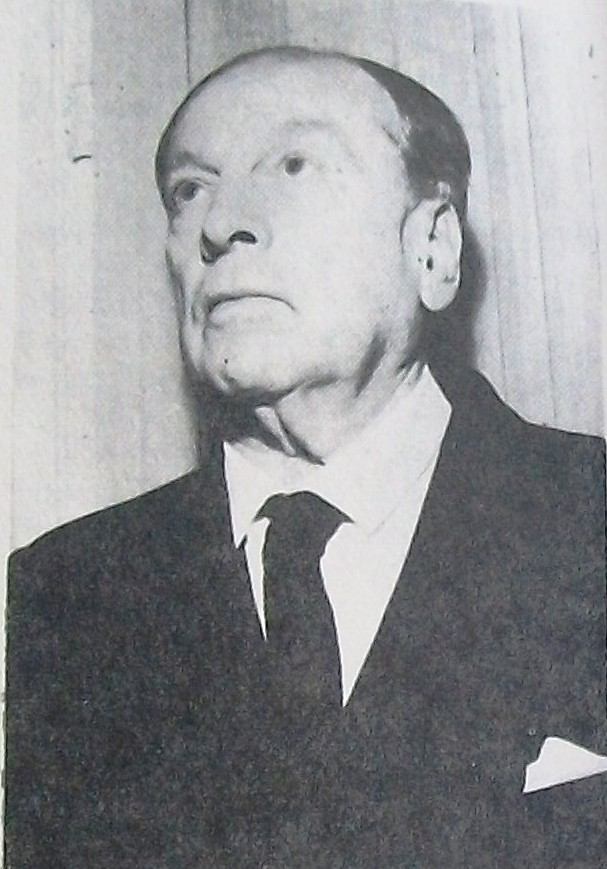
Pedro Miguel Obligado

Pedro Miguel Obligado (* 2. Dezember 1892 in Buenos Aires; † 1967 ebenda) war ein argentinischer Schriftsteller. 
Obligado stammte aus einer sehr wohlhabenden Familie, sein Vater war Rafael Obligado, „der Poet von Paraná“ und Carlos Obligado sein älterer Bruder. 
Obligado studierte Rechts- und Sozialwissenschaften an der Universidad de Buenos Aires und konnte dieses Studium auch erfolgreich abschließen. Im Anschluss daran betraute man ihn mit einem Lehrauftrag am Colegio Nacional „Bartolomé Mitre“ (Buenos Aires).  Viele Jahre fungierte er parallel dazu als Redakteur der Zeitung La Nación. 

## Ehrungen
- 1924 Premio Nacional für El hito de oro

## Werke (Auswahl)
Lyrik
- Los altares. 1959.
- Antología poética. 1954.
- El ala de sombra. 1921.
- El canto perdido. 1935.
- Gris. 1918.
- El hito de oro. 1924.
- La isla de los cantos. 1931.
- Melancolía. 1943.

Prosa
- ¿Qué es el verso? 1957.
- La tristeza de Sancho. 1928.